# Suzanne Simone Baptiste Louverture
Suzanne Simone Baptiste Louverture (khoảng 1742 – 19 tháng năm 1816 tại Agen, Pháp) là vợ của Toussaint Louverture và "Dame-Consort" của Pháp thuộc địa của Saint-Domingue.

## Cuộc sống gia đình
Sau khi làm huấn luyện viên và lái xe, Toussaint được trả tự do ở tuổi ba mươi ba, và sau đó kết hôn với Suzanne Simone Baptiste.

## Chính trị
Khi vào năm 1801, hiến pháp đã bổ nhiệm Toussaint làm thống đốc Saint-trinhue, bà đã nhận được danh hiệu "Dame-Consort  ".

## Bắt cóc
Năm 1802, quân đội của Charles Leclerc đã bắt được cô cùng với chồng và phần còn lại của gia đình cô. Madame Louverture sống sót sau khi chồng bà qua đời cùng năm đó và đứa con út Saint-Jean, người đã chết năm 1804 tại Agen, Pháp. Bà qua đời năm 1816, trong vòng tay của các con trai bà, Vị trí và Isaac.